# 博美特
0°47′S 35°21′E / 0.783°S 35.350°E
博美特，是肯尼亞的城鎮，位於該國西部，由裂谷省負責管轄，是博美特郡的首府，海拔高度2,114米，主要經濟活動有農業和商業，2009年人口110,963。